# Чешке авио-линије
Чешке авио-линије (чеш. České aerolinie) или скраћено ЧСА (чеш. ČSA) је национални авио-превозник Чешке, раније национална авио-компанија Чехословачке. Чвориште авио-компаније се налази на Аеродром Рузине у Прагу. Саобраћају на 69 дестинације у 41 земаља, укључујући већином главне Европске градове и до транзит градове у Азији, Блиском истоку, Северна Америка и Северна Африка. Такође саобраћају на чартер и теретне летове.
Током 2006. године, ЧСА је превезала 5,5 милиона путника, а 5,6 током 2007. године.
Чешке авио-линије имају свој клуб путника под именом „ОК Плус“. Члан је алијанса авио-превозника СкајТим.
26. октобра 2024. Чешке авио-линије је постала матична компанија Смартвингса. Као део ове транзиције, Смартвингс је преузео оперативно управљање летовима које је претходно обављала Чешке авио-линије. Последњи планирани лет Чешких авио-линија био је лет ОК767 са аеродрома Шарл де Гол у Паризу до аеродрома Вацлав Хавел у Прагу. Након полетања лета, обавештења „Упозорење о истакнутом лету“ послата су корисницима апликације за праћење летова ADS-B Flightradar24 за лет ОК767, последњи лет Чешких авио-линија.

## Историја
Фирма је основана 6. октобра 1923. као Чехословачке државне аеро-линије (ЧСА - чеш. Československé státní aerolinie). После 23 дана, компанија је имала свој први лет - између Прага и Братиславе. До 1930. постојали су смо летови на домаћим дестинацијама, а 1930. године остварен је и први међународни лет - ка Загребу. Када су Немци 1939. године заузели Чехословачку, напредак компаније је заустављен.
Након што је у јануару 1948. године, Комунистичка партија је преузела власт у Чехословачкој, суспендоване су линије ка Западној Европи и Блиском истоку, а авиони су замењени Совјетским. 1957. године у флоту је стигао и први Тупољев Ту-104А и ЧСА је постала једна од првих авио-компанија у свету, које су летеле млазним авионима. Први летови преко Атлантика почели су 3. фебруара 1962. године летом до Хаване, авионима Бристол Британиа џет-проп уступљеним од Кубе.
Британиа авиони су замењени за авионе типа Иљушин ИЛ-62 крајем 1960. године, а нове прекоокеанске линије отворене су ка Монтреалу и Њујорку. Тупољев Ту-134, Иљушин ИЛ-18 и други совјетски авиони су били коришћени на летовима у Европи. Након 1990. године, сви совјетски авиони замењени су новим летелицама западне производње, као што су Боинг 737, Ербас А310, Ербас А320 и АТР.
Распадом Чехословачке, авио-компанија је 1995. године узела своје данашње име: Чешке авио-линије. ЧСА је од 18. октобра 2000. посталала члан СкајТим савез.

## Редовне линије

### Редовни летови
Од октобра 2024. линије за Париз и Мадрид обавља Смартвингс користећи два авиона Airbus A320.

### Код шер
Чешке авио-линије су имале код-шер сарадње са следећим авио-компанијама:
- Aeroflot
- Aeroméxico
- Air Europa
- Air France
- airBaltic
- Azerbaijan Airlines
- Belavia
- Bulgaria Air[6]
- China Airlines
- China Southern Airlines
- Delta Air Lines
- Etihad Airways
- Finnair
- Hainan Airlines
- Iberia
- KLM
- Korean Air
- Middle East Airlines
- Saudia[7]
- TAROM
- Smartwings
- Ural Airlines
- Vietnam Airlines
- Vueling

## Флота
Од априла 2025. флота компаније Чешких авио-линија састоји се од следећих авиона:
| Авион           | У служби | Број наруџбина | Кабине | Кабине | Кабине | Напомене                |
| Авион           | У служби | Број наруџбина | B      | E      | Total  | Напомене                |
| --------------- | -------- | -------------- | ------ | ------ | ------ | ----------------------- |
| Airbus A220-300 | 3        | 1              | —      | 149    | 149    | Operated by Smartwings. |
| Airbus A320-200 | 1        | —              | —      | 180    | 180    | Operated by Smartwings. |
| Total           | 4        | 1              |        |        |        |                         |